# 西岗子镇
西岗子镇，是中华人民共和国黑龙江省黑河市爱辉区下辖的一个乡镇级行政单位。

## 行政区划
西岗子镇下辖以下地区：
西岗子村、杨树屯村、坤站村、东岗子村、盘肠沟村、西沟村、托里木村、红星村、曹集屯村和宋集屯村。